# Ein irres Feeling
Ein irres Feeling ist eine deutsche Liebesfilmkomödie aus dem Jahre 1984 mit Ursula Karven in ihrer zweiten Filmrolle.

## Handlung
Im Mittelpunkt des Geschehens stehen drei Jungs namens Tim, Rolf und Freddy und ihre Sommerliebeleien und brav-erotischen „Abenteuer“ mit drei jungen Mädchen, die – lustspielgerecht – drei sehr unterschiedliche Frauentypen verkörpern: Da ist die scheue, schüchterne und hübsche Julie, dann die dickliche, stets an Essen denkende Alfa mit dem unverwüstlichen Gemüt eines Fleischerhundes und einem durch ihre Hormone noch nicht völlig vernebelten Verstand, und schließlich die selbstbewusste, sexy Tina mit der wallenden Haarmähne und einem echten Schlag bei den Kerls. Bei fast allen spielen die Hormone verrückt, es ist ein „irres Feeling“. Auf einen der Jungs fahren all diese Mädchen ab: es ist der Kraftfahrzeugmechaniker Tim, ein echter, zutiefst von sich selbst überzeugter Schönling, der bei den Mädels ein ganz leichtes Spiel hat. 
Bislang passte kein Blatt Papier zwischen die drei Schülerinnen, aber im Angesicht von Tim werden die drei augenblicklich rollig, und jede von ihnen plant, ihn sich schnappen, was der bislang unverbrüchlichen Freundschaft der jungen Damen nicht unbedingt gut tut. Vor allem Tina und Julie stehen in Konkurrenz um den schönen Tim, spätestens als dieser mit knackigen Sixpack-Body in die Fluten eines Ausflugsees gesprungen ist, um die jungen Damen zu retten, da deren Schlauchboot soeben die Luft ausgegangen ist. Doch Tim ist sehr von sich selbst überzeugt und durchaus berechnend. Er will sich Tina angeln, als er erfährt, dass ihr Vater eine Werft besitzt und im Stande wäre, ihm eine Südfrankreich-Reise zu sponsern. Dort will Tim mit Buddy Freddy hinreisen, um an einem Bowling-Turnier teilzunehmen, bei dem es 50.000 Mark zu gewinnen gibt. Tina ahnt daher, dass sie bei Tim besonders gute Karten besitzt. Zu recht. Als Julie am Schluss Tim und Tina in inniger Umarmung sieht, ist sie sich sicher, dass Tim niemals treu sein wird und bleibt, den melancholischem Blick am Seeufer in die Ferne schweifend, lieber solo.

## Produktionsnotizen
Ein irres Feeling entstand im Sommer 1984 in München und Umgebung und wurde am 23. November 1984 uraufgeführt. 
Co-Produzent Karl Spiehs übernahm die Herstellungsleitung.

## Kritik
Das Lexikon des Internationalen Films sah in dem Film eine „unerfreuliche Mischung aus Klamauk, Schnulze und Sex.“